# Saturday Nights & Sunday Mornings
Albums de Counting Crows
Hard Candy
(2002) iTunes Live from SoHo
(2008)
Saturday Nights & Sunday Mornings est le 5e album du groupe de rock alternatif américain Counting Crows sorti le 24 mars 2008 sur le label Geffen Records.

## Pistes de l'album
1. 1492 (3:50)
2. Hanging Tree (3:50)
3. Los Angeles (4:40)
4. Sundays (4:21)
5. Insignificant (4:14)
6. Cowboys (5:22)
7. Washington Square (4:17)
8. On Almost Any Sunday Morning (2:58)
9. When I Dream Of Michelangelo (3:10)
10. Anyone But You (5:24)
11. You Can't Count On Me (3:16)
12. Le Ballet d'Or (5:00)
13. On A Tuesday In Amsterdam Long Ago (4:57)
14. Come Around (4:31)
15. Sessions (bonus track)